# 青阜铁路
青阜铁路从安徽省淮北青龙山起，向南直至阜阳止，全长152千米，途经百善、海孜、临涣、青町、涡阳、江集、西潘楼、插花，至阜阳，与阜淮铁路接轨，是连结淮南、淮北两大煤炭基地的重要线路。

## 历史
1969年5月，为加速淮北地区煤炭资源的开发，改善淮北地区交通运输状况，安徽省革命委员会决定修建濉溪至阜阳铁路，该线自符夹线青龙山站西端引出，经临涣、涡阳、西潘楼至阜阳站。同年11月3日由国家计划委员会、国家基本建设委员会批复同意兴建，同时要求“这条铁路要以地方为主，自力更生，利用冬闲季节发动群众建设，铁道部派人作技术指导”，所需钢轨及道岔则由铁道部以换轨上缴的旧轨料解决。12月13日，濉阜线路基正式开工，由阜阳、宿县两个专区13个县抽调民工组成民兵团修建，参建工人最多时达17万人。全线路基土方于1970年1月完成。1970年5月，由于库存旧轨不足，国家计委第一副主任余秋里决定向濉阜线调用新钢轨，铺轨工程也于当年6月开始，分青龙山至涡阳、涡阳至阜阳两段同时进行，且因汽车不足，物料需通过板车运输，濉阜线也被称为“小板车拉出来的铁路”。
濉阜线于1970年10月1日晚6时全线铺通，成为阜阳第一条铁路，工程总投资4018.9万元，平均每公里造价27.5万元，初期仅阜阳、涡阳站各有一条到发线，各站站线于1973年上半年铺设完毕。1971年11月1日，濉阜线正式移交济南铁路局，1975年10月1日改称青阜线。1976年，为配合安徽省水利建设，青阜线插花站与永兴集站之间开始新建茨淮新河大桥1座，改线长度4.662公里，改线工程于1978年5月开工，1980年12月完成。
1982年，为配合阜淮线通车，青阜线开始改造，1989年12月完成改造。2006年，濉溪至徐楼的青符联络线建成。

## 与其它铁路的连接
- 阜阳：漯阜铁路、阜淮铁路、京九铁路。
- 青町：青芦铁路。
- 青龙山：符夹铁路。